# Sandis Ģirģens

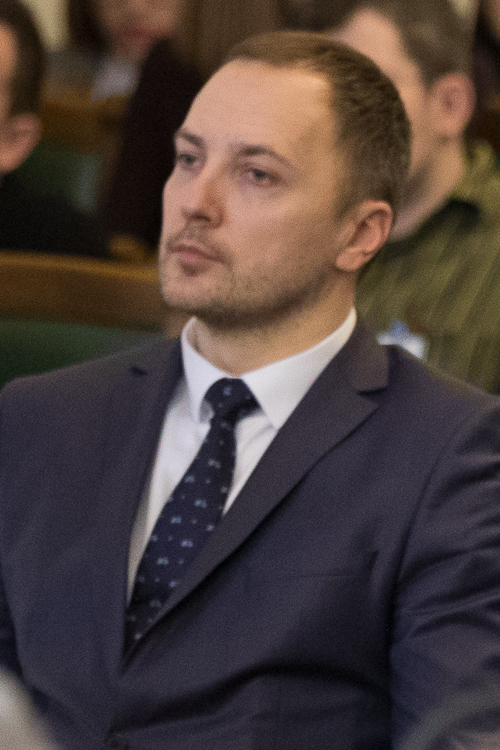
Sandis Ģirģens em 2019

Sandis Ģirģens (nascido em 11 de maio de 1980) é um político da Letónia. De 23 de janeiro de 2019 a 3 de junho de 2021 serviu como Ministro do Interior no governo de Kariņš, do primeiro-ministro Arturs Krišjānis Kariņš.